# Mosze Tawor
Mosze Tawor (hebr.: משה תבור; ur. 1917, zm. 6 maja 2006) – izraelski żołnierz. Był członkiem Żydowskiej Brygady, jednostki Armii Brytyjskiej utworzonej w celu zwalczania Niemców we Włoszech w latach 1944–1945. Tavor oraz inni w jednostce próbowali wziąć sprawiedliwość w swoje ręce i odpłacić się Niemcom za zbrodnie popełnione przez Armię Niemiecką. Korzystając ze wszystkich możliwych zdobytych informacji, ścigali Niemców którzy, według nich, mieli udział w zabijaniu Żydów. Jeńców takich zabierano w odosobnione miejsce i dokonywano egzekucji.
W 1960 r. był częścią izraelskiego zespołu który uprowadził podpułkownika SS Adolfa Eichamanna, ukrywającego się w Argentynie. Eichmann, który był głównym koordynatorem planu „Ostatecznego rozwiązania kwestii żydowskiej”, został przewieziony do Izraela, postawiony przed sądem i uznany za winnego przestępstwa przeciwko ludowi żydowskiemu został skazany na śmierć, następnie stracony 1 czerwca 1962 r.